# Diga di Heisei Ōzeki
La diga di Heisei Ōzeki (平成大堰?, Heisei Ōzeki damu) è una diga sul fiume Yamakuni tra Kōge, nella prefettura di Fukuoka, e Nakatsu, nella prefettura di Ōita, in Giappone.